# Phanerotoma mellina
Phanerotoma mellina är en stekelart som beskrevs av Herbert Zettel 1988. Phanerotoma mellina ingår i släktet Phanerotoma och familjen bracksteklar. Inga underarter finns listade i Catalogue of Life.